# Arses
Artaxerxes IV Arses, död 336 f.Kr., var kung av Persien mellan 338 f.Kr. och 336 f.Kr.. Han var yngste son till kung Artaxerxes III och bror till Parysatis II.
Arses blev tillsatt som kung efter att eunucken Bagoas giftmördat hans far och bröder. När han motsatte sig Bagoas styrning och försökte förgifta denne, blev han själv och hans barn förgiftade.